# 小行星8356
小行星8356（英語：8356 Wadhwa）是一颗围绕太阳公转的小行星。1989年9月3日，卡罗琳·舒梅克、尤金·舒梅克在帕洛马山发现了此天体。
这颗小行星的绝对星等为45.50542846988299等。